# Henry Thode

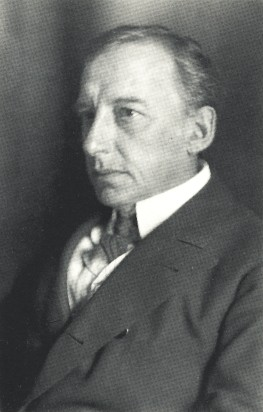
Henry Thode 1906 auf einer Fotografie von Jacob Hilsdorf

Henry Thode, eigentlich Heinrich Thode (* 13. Januar 1857 in Dresden; † 19. November 1920 in Kopenhagen), war ein deutscher Kunsthistoriker.

## Leben
Thode stammte aus einer angesehenen norddeutschen Familie. Er ging in Görlitz zur Schule und studierte seit 1876 Jura in Leipzig. Später wechselte er das Studienfach und befasste sich mit Kunstgeschichte in Wien, Berlin und München. 1880 wurde er bei Moritz Thausing an der Universität Wien promoviert. 1886 habilitierte er sich an der Universität Bonn als Privatdozent für Kunstgeschichte.
Auf einer Studienreise durch Italien lernte er Richard Wagner in Venedig kennen und traf dort auch auf dessen Stieftochter. 1886 heiratete er Daniela von Bülow, die älteste Tochter von Cosima Wagner aus deren erster Ehe mit Hans von Bülow.
Für zwei Jahre wurde er 1889 Direktor am Städelschen Kunstinstitut in Frankfurt am Main. Dort lernte er auch den Maler Hans Thoma kennen, mit dem ihn eine langjährige Freundschaft verband. Von 1893 bis zu seiner Emeritierung 1911 lehrte er als Professor an der Universität Heidelberg. Angestachelt durch die nationalistische Erregung während der ersten Marokko-Krise entfesselte er 1905, sich für Arnold Böcklin und Hans Thoma einsetzend, einen Zeitungskrieg gegen die Förderer der modernen Kunst in Berlin.
1910 erwarb er die Villa Cargnacco in Gardone am Gardasee im Königreich Italien. Im selben Jahr lernte er seine zweite Ehefrau kennen, die dänische Violinistin Hertha Tegner, die er 1914 nach der Scheidung von Daniela von Bülow heiratete. Nach Kriegseintritt Italiens wurde die Villa beschlagnahmt und später als Schenkung des Staates Italien an Gabriele D’Annunzio übereignet, der daraus den Monumentalkomplex „Il Vittoriale degli Italiani“ schuf.
Durch die Enteignung verlor Thode auch seine umfangreiche Bibliothek, Kunstsammlung und auch unveröffentlichte Manuskripte. Das Paar ging vorerst zurück nach Deutschland und dann nach Kopenhagen, wo Thode im Jahr 1920 deprimiert starb.
Die beiden Schwerpunkte seiner kunsthistorischen Arbeiten sind die italienische Renaissance und die deutsche Kunst um 1900. Richard Wagner und Hans Thoma standen für ihn für das deutsche Kunstideal. Wegen seiner rassenideologischen Ansätze, die von den Nationalsozialisten instrumentalisiert wurden, wird das wissenschaftliche Werk Thodes in der Gegenwart wenig gewürdigt.

## Mitgliedschaften
Seit 1909 war er außerordentliches und seit 1911 auswärtiges Mitglied der Heidelberger Akademie der Wissenschaften.

## Schriften (Auswahl)
- Franz von Assisi und die Anfänge der Kunst der Renaissance in Italien. Grote, Berlin 1885.
- Die Malerschule von Nürnberg im XIV. und XV. Jahrhundert in ihrer Entwicklung bis auf Dürer. Keller, Frankfurt am Main 1891, (Digitalisat).
- Hans Thoma. Gesellschaft für Vervielfältigende Kunst, Wien 1891.
- Federspiele. Mit Zeichnungen von Hans Thoma. Keller, Frankfurt am Main 1892.
- Der Ring des Frangipani. Ein Erlebnis. Mit Zierleisten und Schlussvignetten von Hans Thoma. Keller, Frankfurt am Main 1895.
- In der Reihe „Künstler-Monographien“, ZDB-ID 1066095-1, die Bände:
  - Band 27: Andrea Mantegna. Velhagen & Klasing, Bielefeld u. a. Bielefeld 1897.
  - Band 30: Correggio. Velhagen & Klasing, Bielefeld u. a. 1898.
  - Band 43: Giotto. Velhagen & Klasing, Bielefeld u. a. 1899.
  - Band 49: Tintoretto. Velhagen & Klasing, Bielefeld u. a. 1901.
- Hans Thomas. Gemälde. 6 Bände. Keller, Frankfurt am Main 1900–1910.
- Michelangelo und das Ende der Renaissance. 3 Bände (in 4). Grote, Berlin 1902–1903;
  - Band 1: Das Genie und die Welt. 1902;
  - Band 2: Michelangelo und das Ende der Renaissance. 1903;
  - Band 3: Der Künstler und seine Werke. Abt. 1–2. 1912.
- Böcklin und Thoma. Acht Vorträge über neudeutsche Malerei. Winter, Heidelberg 1905.
- Kunst und Sittlichkeit. Winter, Heidelberg 1906.
- als Übersetzer: Michelangelos Gedichte. In deutscher Übersetzung. Grote, Berlin 1914.
- Luther und die deutsche Kultur. Georg Müller, München u. a. 1914.
- Das Wesen der deutschen bildenden Kunst (= Aus Natur und Geisteswelt. 585, ZDB-ID 516263-4). Teubner, Leipzig u. a. 1918.
- Paul Thiem seine Kunst. Ein Beitrag zur Deutung des Problems: Deutsche Phantastik und deutscher Naturalismus. Grote, Berlin 1921.